# اتوره مایورانا
 اتوره مایورانا (ایتالیایی: Ettore Majorana؛ زاده ۵ اوت ۱۹۰۶ ، احتمالاً درگذشته پس از ۱۹۵۹) فیزیک‌دان ِ نظری ِ ایتالیایی بود. وی روی جرم نوترینوها پژوهش می‌کرد. معادله مایورانا و فرمیون مایورانا به نام او نام‌گذاری شده‌اند.
وی در ۲۵ مارس ۱۹۳۸ هنگامی که با کشتی از پالرمو به سوی ناپل در حال عزیمت بود، به طور نامعلومی ناپدید شد.

## فرار یا ناپدید شدن؟
اتوره در مارس ۱۹۳۸ یک بلیت کشتی به مقصد ناپل خرید، ولی هرگز سوار آن کشتی نشد. قبل از ناپدید شدن حساب بانکی‌اش را خالی کرد و در نامه‌ای از دوستانش خواهش کرد که به‌خاطر غیبت ناگهانی‌اش او را ببخشند. با توجه به این نامه همه‌چیز گویای این بود که اتوره با تصمیم خودش ناپدید شده است. با وجود این، جست‌وجو‌ها برای یافتن فیزیک دان مرموز تا مدت‌ها ادامه داشت. از آن تاریخ تاکنون تئوری‌های بسیاری درباره ناپدیدشدن اتوره مطرح شده است؛ خودکشی، سفر به ونزوئلا و آرژانتین، ملحق شدن به دانشمندان نازی و ربوده شدن توسط فرازمینی‌ها. برخی هم بر این باورند که او برای این‌که یافته‌های علمی‌اش در ساخت سلاح‌های خطرناک به‌کار گرفته‌نشود، خود را پنهان می‌کند. عجیب‌ترین گمانه‌زنی متعلق به انریکو، همراه همیشگی اوست.

## آیا توطئه‎ای در کار است؟
سال‌ها پس از ناپدیدشدن مایورانا خبر عجیبی منتشر شد مبنی‌بر این‌که فیزیک‌دانی به‌طور تصادفی در «بوئنوس‌آیرس» با او دیدار کرده‌است. این فیزیک‌دان ادعا کرد مایورانا با ۳۰ سال قبلش هیچ تفاوتی نکرده و با او درباره دستاورد بزرگش در ثابت نگه‌داشتن زمان صحبت کرده‎است. پس از انتشار این خبر در روزنامه‌ها، تیم تحقیقاتی آرژانتینی مامور یافتن او شد، اما هیچ ردی پیدا نکردند. بعد از این جنجال، فرمی درباره ناپدیدشدن اتوره گفت: «اتوره خیلی باهوش است و اگر قرار باشد کسی او را پیدا نکند، پس هیچ‌گاه نخواهد توانست؛ نه در این زمان و نه در زمانی دیگر!» براساس این گفته، برخی معتقدند فرمی که خود یک نابغه بزرگ است احتمالا از دستاورد اتوره درباره سفر در زمان باخبر بوده و موفق شده است راهی برای سفر به زمان پیداکند که درنهایت به سرنوشت نامشخص اتوره منجر شده است. دست‌نوشته‌های رمزی و نامفهوم زیادی از اتوره باقی مانده‌است که به ادعای فیزیک‌دانان اگر روزی آن‌ها را عملی می‌کرد، انقلابی بزرگ در دنیای فیزیک اتمی رخ می‌داد.

## زندگی مخفیانه با نام مستعار
سال‎ها جست‎وجو درباره اتوره بی‎نتیجه بود تا این‎که در سال ۲۰۰۸ یک تعمیرکار خودروی ونزوئلایی به‌نام «روبرتو فسانی» با رونمایی از عکسی مدعی شد، فیزیک‎دانِ گمشده را ۱۷ سال بعد از ناپدیدشدنش ملاقات کرده‎است. ماجرا از این قرار است که سال ۱۹۵۵، فردی خجالتی با لهجه ایتالیایی، به‎نام «آقای بینی» برای تعمیر خودرویش به فسانی مراجعه می‎کند. فسانی در خودروی آقای بینی کلی پوشه و مدارک نامشخص پیدا می‌کند به‎علاوه کارت‎پستالی که ازطرف «کورینو مایورانا»‌ی فیزیک‌دان برای برادرزاده‌اش «اتوره مایورانا» فرستاده شده‎است. فسانی که از ماجرای گم‎شدن اتوره باخبر بوده‎است، با ترفندی آقای بینی (درواقع اتوره مایورانا) را راضی می‌کند تا با هم عکس یادگاری بگیرند. فسانی ادعا می‎کند آن عکس را گم کرده‎ و این آخرین خبری است که از مایورانا شنیده شد.

## درست بودن ذرات مایورانا
سر انجام ده ها سال بعد بود که ذرات پیشنهاد شده مایورانا با نام فرمیون مایورانا توسط پژوهشگران مایکروسافت برای استفاده در تراشه کوانتومی مایورانا ١ کشف شدند.
این تراشه ها که به افتخار این دانشمند سرشناس به نام مایورانا ١ نام گذاری شده اند و مایکروسافت برنامه دارد تا از این حالت‌های صفر مایورانا برای ساخت رایانه کوانتومی توپولوژیکی استفاده کند و در نهایت یک رایانه کوانتومی توپولوژیکی در مقیاس بزرگ ایجاد نماید. مایورانا ١ در فوریه ٢٠٢۵ معرفی شد.